# Іке Угбо
Іке Угбо (англ. Ike Ugbo, нар. 21 вересня 1998, Луїсгем, Великий Лондон) — канадський футболіст, нападник французького клубу «Труа» і національної збірної Канади.
Виступав, зокрема, за клуби «Серкль», «Барнслі» та «Генк».

## Ранні роки
Народився 21 вересня 1998 року в районі Великого Лондона Луїсгем. Батьки — нігерійці за походженням. Коли Іке було 4 або 5 років, його сім'я переїхала до Канади. У Канаді грав за юнацькі команди «Брамптон Іст» та «Вудбридж Страйкерс», при чому у складі останньої виграв Міжнародний турнір Disney U-10 у 2008 році.
Повернувшись у 2008 до Британії, приєднався до юнацької команди «Челсі», у складі якої двічі вигравав Юнацьку лігу УЄФА в сезонах 2014/15 і 2015/16.

## Клубна кар'єра
У 2015 році він підписав свій перший професійний контракт з «Челсі», але продовжував виступати за молодіжні команди U17 та U23.
Влітку 2017 року виступами за команду «Барнслі» на правах оренди дебютував у дорослому футболі; за сезон, взяв участь у 16 матчах чемпіонату.
Згодом з 2018 по 2019 рік грав у складі команд «Мілтон-Кінс Донс» та «Сканторп Юнайтед» також на правах оренди.
Своєю грою за останню команду привернув увагу представників тренерського штабу клубу «Рода», до складу якого був орендований 2019 року. Відіграв за команду з Керкраде наступний сезон своєї ігрової кар'єри. Більшість часу, проведеного у складі «Роди», був основним гравцем атакувальної ланки команди. У складі «Роди» був одним з головних бомбардирів команди, маючи середню результативність на рівні 0,46 гола за гру першості.
2020 року уклав орендну угоду з клубом «Серкль», у складі якого провів наступний рік своєї кар'єри гравця. Граючи у складі «Серкля» також здебільшого виходив на поле в основному складі команди. В новому клубі був серед найкращих голеодорів, відзначаючись забитим голом в середньому щонайменше у кожній третій грі чемпіонату.
З 2021 року по 2022 захищав кольори клубу «Генк». 
До складу клубу «Труа» приєднався в січні 2022 року на правах оренди. В серпні того ж року, після закінчення терміну оренди підписав повноцінний 4-річний контракт з клубом. Станом на 23 листопада 2022 року відіграв за команду з Труа 27 матчів в національному чемпіонаті.

## Виступи за збірні
2014 року дебютував у складі юнацької збірної Англії (U-17), загалом на юнацькому рівні взяв участь у 20 іграх, відзначившись 7 забитими голами.
У вересні 2021 року Угбо вирішив виступати у складі своєї історичної батьківщини — Нігерії. Однак через два місяці, 4 листопада, він змінив рішення, й наступного дня був викликаний до складу національної збірної Канади. 12 листопада дебютував у матчі проти збірної Коста-Рики.
У листопаді 2022 року був викликаний до складу збірної на чемпіонат світ 2022 року у Катарі.

## Статистика виступів

### Статистика клубних виступів
| Сезон             | Команда            | Чемпіонат         | Чемпіонат | Чемпіонат | Національний кубок | Національний кубок | Національний кубок | Континентальні кубки | Континентальні кубки | Континентальні кубки | Інші змагання | Інші змагання | Інші змагання | Усього | Усього | Усього |
| Сезон             | Команда            | Ліга              | Ігор      | Голів     | Ліга               | Ігор               | Голів              | Ліга                 | Ігор                 | Голів                | Ліга          | Ігор          | Голів         | Ігор   | Голів  |        |
| ----------------- | ------------------ | ----------------- | --------- | --------- | ------------------ | ------------------ | ------------------ | -------------------- | -------------------- | -------------------- | ------------- | ------------- | ------------- | ------ | ------ | ------ |
| 2017–18           | «Барнслі»          | ЧФЛ               | 16        | 1         | КА+КЛ              | 0+2                | 1                  |                      | -                    | -                    |               | -             | -             | 18     | 2      |        |
| 2017–18           | «Мілтон-Кінс Донс» | ФЛ1               | 15        | 2         | КА+КЛ              | 2+0                | 0                  |                      | -                    | -                    | ТФЛ           | 0             | 0             | 17     | 2      |        |
| 2018-19           | «Сканторп Юнайтед» | ФЛ1               | 15        | 1         | КА+КЛ              | 1+0                | 0                  |                      | -                    | -                    | ТФЛ           | 0             | 0             | 16     | 1      |        |
| 2019–20           | «Рода»             | 1Д                | 28        | 13        | КН                 | 1                  | 0                  |                      | -                    | -                    |               | -             | -             | 29     | 13     |        |
| 2020–21           | «Серкль»           | Д1                | 25        | 11        | КБ                 | 1                  | 1                  |                      | -                    | -                    |               | -             | -             | 26     | 12     |        |
| Усього за кар'єру | Усього за кар'єру  | Усього за кар'єру | 99        | 28        |                    | 7                  | 1                  |                      | -                    | -                    |               | 0             | 0             | 106    | 29     |        |